# 浮阳县
浮阳县，中国古县名。
西汉时设置，治所在今河北省沧县东南东关。因地处浮水之阳，故名。西汉时为勃海郡治所，北魏曾为浮阳郡治。隋朝开皇十八年（598年）改为清池县。 